# Старост
Старење представља универзалан биолошки процес, природну фазу у животном циклусу сваке јединке, која се завршава смрћу. То је процес који представља генетички програмирано отказивање механизама који одржавају хомеостазу (сталност унутрашње средине организма). Старост се односи на доба које се приближава или премашује животни век људских бића и тиме је крај људског животног циклуса. Појмови и еуфемизми укључују старци, старије особе (широм света), OAP (британска употреба која значи енгл. Old Age Pensioner), сениори (америчка употреба), старији грађани (америчка употреба), старији одрасли (у друштвеним наукама) и старији људи (у многим културама - укључујући и домородачке културе).
Старије особе често имају ограничене регенеративне способности и подложније су болестима, синдромима, повредама и обољењима од млађих одраслих особа. Органски процес старења се назива сенесценција, медицинска студија процеса старења назива се геронтологија, а проучавање болести која погађају старије особе назива се геријатрија. Старији се такође суочавају са другим социјалним питањима у вези са пензионисањем, усамљеношћу и старизмом.
Старост није дефинитивна биолошка фаза, јер хронолошко доба означено као „старост” варира културолошки и историјски.
Године 2011, Уједињене нације су предложиле конвенцију о људским правима која би посебно заштитила старије особе.

## Старење различитих организама

### Старење и размножавање
Размножавање је важна функција којој су подређени сви други животни процеси, укључујући старење и смрт. Да би се разумели процеси старења неопходно је упознати се са разликама између две основне стратегије размножавања:
- размножавање које се дешава једном у току читавог живота јединки; ова стратегија карактеристична је за

једногодишње и двогодишње биљке, док међу животињама је честа код инсеката, а ретка код кичмењака;
- када се у току живота организми размножавају периодично већи број пута у току полне зрелости, која обично обухвата већи део живота.

### Старење човека
Процеси старења код човека се испољавају на следеће начине:
- губитком воде из ћелија, што за последицу има задржавање токсина;
- смањењем метаболизма и постепеним снижавањем функција појединих органа, при чему је нарочито смањена хормонска активност;
- таложењем соли калцијума у међупршљенским хрскавицама, што је последица смањеног кретања; то смањује покретљивост кичме, па је стога старија особа повијена према напред;
- сужавањем крвних судова због склеротичних процеса, па се органи слабије снабдевају крвљу и то се одражава на слабљење њиховог рада;
- повећањем појаве најчешћих канцера (плућа, дојке, дебелог црева и др.).

### Старење животиња
Ефекти старења животиња се могу пратити једино у вештачким, заштићеним срединама, као што су лабораторије и зоолошки вртови. У природним условима су јединке изложене нападима грабљивица, болести или изложене недостатку хране што доводи до њихове смрти у ранијем животном добу тако да је старост ретка појава. Код највећег броја животиња постоји правило да њихова дужина живота мало превазилази достизање полне зрелости, мада има и изузетака који одступају од тог правила.

### Старење биљака
Старења биљака није тако јасно уочљиво као код животиња. Појмови као што су старење, сазревање, смрт, развиће, хлороза, некроза, исушивање нису јасно разграничени и често се преклапају. У том смислу нејасно је како се поставити када су у питању семена, која могу да мирују не показујући никакве физиолошке активности или са деловима биљака од којих у вегетативном размножавању настају нови организми. Дужине живота појединих врста у царству биљака се веома разликују. Неке дрвенасте биљке могу да живе стотинама година (секвоја, баобаб и др.), док друге зељасте биљке читав свој животни циклус завршавају за неколико недеља (нпр. ефемере).

## Генетика старења
Промена генетичког материјала је значајан чинилац у процесу старења. По неким теоријама процес старења је повезан са накупљањем грешака у ДНК у соматским ћелијама, које су означене као соматске мутације. Поред генских мутација соматских ћелија, установљено је да се са старошћу повећава и учесталост хромозомских аберација, како структурних тако и нумеричких.
Генетика старења бави се проучавањем промена на генетичком материјалу као узроку старења човека и других биолошких врста. Сва досадашња испитивања указују на чињеницу да су те промене значајан фактор у процесу старења.

## Физиологија старења
Промене које се јављају током старења најбоље су проучене код сисара, углавном из два разлога:
- најсроднији су са човеком,
- симптоми старења су код њих најизраженији.

Опште промене током старења сисара су:
- смањење основне телесне масе (живих ћелије и костију)
- снижавање базалног метаболизма у свим ткивима;
- смањење кретања.

## Превремено старење
Патогени фактори, гени и метаболички путеви који су важни за старење изучавају се различитим приступима од којих је један изучавање наследних болести преурањеног старења - прогерије, у коју спадају различити облици болести:
- Вернеров синдром
- Хатчинсон-Гилфордов синдром
- Даунов синдром
- Кокејнов синдром
- атаксија-телеангиектатика

## Биолошке теорије старења
До данас је предложено више од 300 теорија старења које покушавају да објасне овај веома комплексан процес. Биолошке теорије имају за циљ да објасне узроке и механизме старења на нивоу ћелије, органа и организма као целине. Већина савремених теорија биолошког старења су међусобно сличне и полазе од заједничких претпоставки. Главне биолошке теорије старења обухватају еволуциони, системски и ћелијски ниво.